# Cold Hard Bitch
"Cold Hard Bitch" é uma canção da banda de rock australiana Jet, contida em seu primeiro álbum de estúdio, Get Born, de 2003. "Cold Hard Bitch" foi lançada como quarto single de Get Born (o segundo, nos Estados Unidos) e teve bom desempenho nas paradas musicais, atingindo a primeira posição na Hot Modern Rock Tracks, da Billboard e permanecendo na primeira posição da Hot Mainstream Rock Tracks por oito semanas.

## Lista de faixas
| N.º | Título                      | Duração |  |
| 1.  | "Cold Hard Bitch"           |         |  |
| 2.  | "Everlovin' Man"            |         |  |
| 3.  | "Ain't That a Lotta Love"   |         |  |
| 4.  | "You Don't Look The Same"   |         |  |
| 5.  | "Cold Hard Bitch (ao vivo)" |         |  |